# Kabinett Çarçani II
Das Kabinett Çarçani II war eine Regierung der Sozialistischen Volksrepublik Albanien, die am 23. November 1982 von Ministerpräsident Adil Çarçani von der Partei der Arbeit Albaniens PPSh (Partia e Punës e Shqipërisë) gebildet wurde. Es löste das Kabinett Çarçani I ab und blieb bis zum 20. Februar 1987 im Amt, woraufhin es vom Kabinett Çarçani III abgelöst wurde.
Die Regierungsumbildung folgte auf die Parlamentswahlen vom 14. November 1982. Ein wesentliches Ereignis während der Amtszeit war der Tod von Enver Hoxha, Erster Sekretär des Zentralkomitees und mächtigster Mann im Staat, am 11. April 1985. Zu seinem Nachfolger wurde Ramiz Alia bestimmt.
In der neuen Regierung gab es einige Wechsel. Besnik Bekteshi ersetzte Pali Miska als einer von zwei Stellvertretenden Vorsitzenden des Ministerrates. Prokop Murra übernahm das Verteidigungsministerium von Kadri Hazbiu, der am 15. Oktober verhaftet worden war und im Herbst 1983 hingerichtet wurde. Der Vorsitz der Staatlichen Planungskommission ging von Petro Dode an Harilla Papajorgji. Neuer Minister für Industrie und Bergbau wurde Hajredin Çeliku anstelle von Llambi Gegprifti. Im Energieministerium folgte Lavdosh Ahmetaj auf Pali Miska, neue Ministerin für Leicht- und Nahrungsmittelindustrie Vito Kapo anstelle von Esma Ulqinaku. Farudin Hoxha ersetzte Rahman Hanku als Bauminister, Osman Nezir Murati kam für Viktor Nushi als Binnenhandelsminister und Shane Korbeci anstelle von Nedin Hoxha als Außenhandelsministerin. Kudri Arapi wurde Minister für kommunale Wirtschaft anstelle von Rrapo Dervishi.
Niko Gjyzari ersetzte im Februar 1984 Qirjako Mihali als Finanzminister. Letzterer wurde neu wieder Stellvertretender Vorsitzender des Ministerrates. Im Juli 1985 überham Gjyzari den Vorsitz der Staatlichen Planungskommission von Harilla Papajorgji und wurde im Finanzministerium durch Andrea Nako ersetzt.
| Amt                                                | Amtsinhaber                             | Beginn der Amtszeit                              | Ende der Amtszeit                               |
| -------------------------------------------------- | --------------------------------------- | ------------------------------------------------ | ----------------------------------------------- |
| Vorsitzender des Ministerrates                     | Adil Çarçani                            | 23. November 1982                                | 20. Februar 1987                                |
| Stellvertretender Vorsitzender des Ministerrates   | Manush Myftiu                           | 23. November 1982                                | 20. Februar 1987                                |
| Stellvertretender Vorsitzender des Ministerrates   | Besnik Bekteshi                         | 23. November 1982                                | 20. Februar 1987                                |
| Stellvertretender Vorsitzender des Ministerrates   | Qirjako Mihali                          | 17. Februar 1984                                 | 20. Februar 1987                                |
| Außenminister                                      | Reiz Malile                             | 23. November 1982                                | 20. Februar 1987                                |
| Verteidigungsminister                              | Prokop Murra                            | 23. November 1982                                | 20. Februar 1987                                |
| Innenminister                                      | Hekuran Isai                            | 23. November 1982                                | 20. Februar 1987                                |
| Vorsitzender der Staatlichen Planungskommission    | Harilla Papajorgji Niko Gjyzari         | 23. November 1982 17. Juli 1985                  | 17. Juli 1985 20. Februar 1987                  |
| Finanzminister                                     | Qirjako Mihali Niko Gjyzari Andrea Nako | 23. November 1982 17. Februar 1984 17. Juli 1985 | 17. Februar 1984 17. Juli 1985 20. Februar 1987 |
| Minister für Industrie und Bergbau                 | Hajredin Çeliku                         | 23. November 1982                                | 20. Februar 1987                                |
| Energieminister                                    | Lavdosh Ahmetaj                         | 23. November 1982                                | 20. Februar 1987                                |
| Ministerin für Leicht- und Nahrungsmittelindustrie | Vito Kapo                               | 23. November 1982                                | 20. Februar 1987                                |
| Landwirtschaftsministerin                          | Themie Thomai                           | 23. November 1982                                | 20. Februar 1987                                |
| Bauminister                                        | Farudin Hoxha                           | 23. November 1982                                | 20. Februar 1987                                |
| Kommunikationsminister                             | Luan Babameto                           | 23. November 1982                                | 20. Februar 1987                                |
| Binnenhandelsminister                              | Osman Nezir Murati                      | 23. November 1982                                | 20. Februar 1987                                |
| Außenhandelsminister                               | Shane Korbeci                           | 23. November 1982                                | 20. Februar 1987                                |
| Minister für kommunale Wirtschaft                  | Kudri Arapi                             | 23. November 1982                                | 20. Februar 1987                                |
| Ministerin für Bildung und Kultur                  | Tefta Cami                              | 23. November 1982                                | 20. Februar 1987                                |
| Gesundheitsminister                                | Ajli Alushani                           | 23. November 1982                                | 20. Februar 1987                                |